# Llista de topònims catalans d'origen cèltic
Aquesta llista és un relació, amb explicació etimològica, dels principals topònims catalans considerats d'origen celta, seguint bàsicament les obres de Joan Coromines.

## Topònims celtes a Catalunya
La toponímia d'origen cèltic a Catalunya és prou important, la qual cosa no és explicable per preteses incursions de tribus gal·les, com alguns autors a vegades plantegen, sinó que més aviat denota un assentament llarg i profund sobre el territori, compatible amb altres aportacions significatives a la toponímia catalana antiga (en especial el component ibero-basco-aquitànic). Joan Coromines detecta un estrat indoeuropeu anterior o precèltic, que anomena sorotapte, però que també podria constituir un protocelta, és a dir una forma primitiva del cèltic, tal com a vegades s'ha volgut classificar el lusità.

### A - B
- Alentorn (Noguera). Del celta TURNO 'turó, elevació'. Seria *ALAN-TURNO 'vall voltada de turons'.
- Alixó o Aleixó (Pallars Jussà). De l'arrel cèltica PELI-S-. PEL-S-, PḶS (amb pèrdua de la P- indoeuropea). Irlandès antic all 'penya'.
- Alp (municipi de la Cerdanya; Coll d'Alp, Garrotxa; la Vall d'Alp, Ripollès). Cèltic ALBO/Ā (indoeuropeu ALBHO 'blanc').
- Aravó (Cerdanya). Arrel hidronímica AR- (Arar, Araunis, Ara, Arba, Aragón…).[1]
- Ardenya (Ardena, Conflent; Riera d'Ardenya a Maçanet de Cabrenys, Alt Empordà; Pla d'Ardenya, a Vallirana, Baix Llobregat; Sant Grau d'Ardenya a Tossa de Mar, Selva; la Riera de Gaià, Tarragonès; Teià, Maresme; Llagostera, Gironès). Gal ARDUENNA 'terra elevada, bosc' de ARDŪ 'alt'.[2]
- Argentona (Maresme). De ARGENTO, -ON 'blanquinós' procedent del cèltic ARGANTON 'argent', amb canvi de vocal per influència del llatí.
- Armenrodes (Alt Empordà). Nom antic proper al monestir de Sant Pere de Rodes. Es podria tractar d'un *ARE-MONI-ROTAS 'a prop del mont de Roda'.[3]
- Bagà (Berguedà). Deu venir de BAGAUDANE, del conegut NP cèltic BAGAUDA, BACAUDA.[4]
- El Bedorc (Piera, Anoia). Del cèltic BITURIGES 'poble gàl·lic' a través de DUNOM BITURIGOM 'ciutadella dels Bituriges'.[5]
- Begudà (Garrotxa). De l'arrel cèltica BAG- (irlandès antic bagaim 'jo lluito', d'on el nom tribal BAGAUDAE.[4]
- Bena (Cerdanya, Rosselló, Vallespir, Ripollès, Segarra, Selva, Alt Urgell, Urgell, Conflent, Vallès Oriental), Cèltic BENNA 'cove, cistella, ventre d'un carro' d'on la idea 'conca de muntanya' o 'collada'.[6][7]
- Berga (Berguedà). Relacionat amb l'arrel indoeuropea BHERG, nom de l'altura o muntanya. Cèltic BRIG-. Relacionat amb aquesta arrel és Buerca a la Plana de Vic i el riu Bergantes, als Ports de Morella.[8]
- Besalú (Garrotxa). També el Besalú a la Vall de Camprodon. Del cèltic BISALDUNON, compost de DUNON 'turó, lloc elevat' i d'aqui 'fortificació en un lloc elevat'. Irlandès antic dun i gal·lès antic din. Bezaudun (Avairon), Bezaudun (Corsegolas, Alps Marítims), etc.[9]
- Biesques (Alta Ribagorça). D'un UESKAS preromà, probablement protocelta, present en el baix llatí.[10]
- Biosca (Segarra). Podria venir d'un *BIVIOSKA o *BIVOSKA, femení de BIVIOSKO (Bibost, poble francoprovençal).[11]
- Blanes (Selva). Podria estar en relació amb l'arrel indoeuropea BHLENDH- 'rogenc, pàl·lid, tèrbol, capvespral', a través del protocelta[12]
- Boldú (La Fullolla, Alt Urgell; Torre Boldú a Lleida, Segrià; Mas de Boldú a els Guiamets, Priorat; Mas del Boldú, Cervià de les Garrigues, Garrigues; Era del Boldú a Estaràs, Segarra; Era del Boldu a Artesa de Segre, Noguera; Bosc del Boldú a Montgai, Noguera). Mateixa etimologia que Besaldú, cèltic BISALDUNON, compost de DUNON 'turó, lloc elevat' i d'aqui 'fortificació en un lloc elevat', el procés és: BISULDUN > besoldú > beoldú> boldú.[9]
- Bolquera (Alta Cerdanya). Semble haver-hi el radical VOLON- 'pendent' i CARIO-, d'on 'quer, quera'.[13]
- Riu de Bona (Alt Urgell), Rec de la Bona (Rosselló), Coll de la Bona (Ripollès). Del cèltic BONA (d'on Vidobona, Atrabona, etc,). Del significat es pot dir que és dubtós, podria ser 'construcció, bastiment' o també 'elevació, muntanya'.[14]
- Les Bons (Andorra). Del cèltic *BUNO.[15] Probablement d'una arrel MŬNN- ‘bony, protuberància’, variant de la sinònima BŬNN-, amb representants als parlars romànics ibèrics i gàl·lics, que reapareix en basc i en els idiomes neocèltics (gal·lès bon, irlandès i gaèlic bun ‘pilot d'arrels d'un arbre, soca’, irlandès bunad ‘estirp, llinatge’).[16]
- Borredà (Berguedà). Coromines plantejà la hipòtesi d'una construcció cèltica VER-UXO-TANO 'el lloc més alt, el més alt'. Amb UXO/UXE 'alt', combinat amb el prefix augmentatiu VER- i la terminació -TANO-.[17]
- Bossac (Vallespir). Derivat en -ACUM de BUCCIUS.[18]
- Breda (Selva), Abrera (Baix Llobregat). Del cèltic EPOS 'cavall' i del també cèltic RED- 'jo viatjo', d'on EPOREDA 'el lloc que s'hi viatja a cavall'.[19]
- Briançó (Segarra). De l'adjectiu cèltic, en genitiu plural, BRIGANTION 'dels muntanyencs'.[20]
- Buassà (Rosselló). Nom en -ANUM que sembla derivat de la tribu cèltica dels BOATES, segons Coromines, que postula una forma *BUATTIUS.[21]

### C - M
- Roc de Calabú (Ripollès). D'un CARION EBURI o, potser, *CARION EBURION 'el roc del teix' (Queribús a les Corberes).[22]
- Calmella (Vallespir) (Calm, Calma). De *CALMICELLA, diminutiu de CALMIS 'cim planer' o 'capçada d'una serra'. Calm, calma i els seus derivats es troben estesos per la Catalunya septentrional, Occitània, el domini francoprovençal, el Franc Comtat i Borgonya.
- Camós (Gironès). Derivat del cèltic comú KAMBO. 'corbat. arrodonit'.[23]
- Canigó (Conflent). Segons Joan Coromines podria tractar-se de *KAN-IK-ONO, d'una arrel indoeuropea KAN- 'brillar,lluir' (gal·les cann 'clar, blanc', bretó antic cant 'cabellblanc'.[24]
- Cinca. D'un cèltic *KINGA 'caminar', 'marxar militarment' o 'marxar en cercle'.[25]
- Codalet (Conflent). D'un baix llatí *COTALETU 'codolar', procedent d'un preromà, cèlta o protocelta, *KOTALO- 'pedra cantelluda, dura'.[26]
- Codenes (Alt Urgell). D'una forma celta o precelta *KUTENNA 'cotna, crosta'.[27]
- Codina (Vallès Oriental, Osona, Baix Penedès, Castelló). Probablement d'una base preromana indoeuropea *KOTEINA.[28]
- Codinacs (Moianès, Osona, Bages, Berguedà). Derivat de *KOTEINA, amb el sufix celtoide -ACUM.[29]
- Cóm i Coma. Del cèltic CUMBOS 'atuell enconcat, concavat'. Tant com a apel·latius com a topònims difosos àmpliament.[30]
- Coma-les-Bienes (Vall de Boí). Compost amb biena, probablement del cèltic BENNA 'clot, concavitat, recipient a manera de cove'.[31]
- Conat (Conflent). Del gàl·lic CONDATE 'confluència'.[32]
- La Contrampa (Ribera del Xúquer). Potser del cèltic CONTREBIA 'lloc molt freqüentat'.[33]
- Creixell (Tarragonès). Del nom personal cèltic CRIXILLUS, procedent de KRAKS- o KRIKS-, variant celto-gala del britònic KRIH- 'arrissat'.[34]
- El Cros. D'un cèltic KROSO-.[35]
- Danubi (riu antic del Rosselló), Derivat de l'arrel indoeuropea DAN- 'rajar'. També podria ser un simple duplicat del conegut riu europeu.[36]
- Darnius (Alt Empordà), Darnac (Rosselló) i Darnacolleta (Alta Cerdanya i altres). De *DARNICIS ablatiu-locatiu plural de *DARNICA, derivat del celta DARNO- 'tros, bocí, tall, part'. comú al gal·lès, còrnic i bretó darn, amb el mateix significat, amb el sufix cèltic -ICA.[37]
- Desvern Sant Just (Baix Llobregat). La forma antiga és Verç/Berç, amb l'article arcaic es. Podria venir de *BERTIO- 'jaç' o 'mena de llit', paral·lel a BRET(T)IO-, amb el mateix significat, a l'origen de les formes romàniques berç- / breç-.[38]
- El Dob (Ripollès) i també Tossal de la Doba (Pallars Jussà). Del cèltic, i en concret gàl·lic, DUBNO-, amb assimilació de -BN- a -BB-, amb el sentit de 'profunditat, fondària'.[39]
- Embonui (Pallars Sobirà). Segons Joan Coromines,Embonui és un topònim d'origen cèltic, afí a d'altres existents a la zona d'Aquitània. Es tracta de l'arrel SENIPON-, amb l'afegitó del sufix -UI, molt present a topònims pirinencs.[40]
- Llauró (Rosselló). Joan Coromines explica que el topònim Llauró és problemàtic, i s'hi han formulat diverses hipòtesis. S'ha postulat, entre altres tesis, un origen en l'arrel LAUR-, que Coromines va a buscar en els parlars cèltics i que ha donat diversos topònims a Occitània (Laurac), més el sufix -DUNUM. Això donaria la forma Lauredon, una de les primeres documentades.[41]
- El Mesull (Sarroca de Bellera, Pallars Jussà).
- El Meüll (Castell de Mur, Pallars Jussà). Com indica Joan Coromines, el Meüll és un topònim d'origen cèltic; a partir d'una arrel indoeuropea (la mateixa que dona mots com ara mig o medi), aquest topònim cèltic.[42] apareix sempre en petits nuclis de població que queden en posició intermèdia entre nuclis més importants (en aquest cas serien Mur i Castellnou de Montsec).

### M - Z
- Saga i Sagàs (Cerdanya i Alt Berguedà). De l'arrel SAG- 'indagar, interpretar, formular un oracle'.[43]
- Salabruga, Alabruc, Abrugues (Alt Berguedà i Conflent), Segons Coromines podria tractar-se d'ARE-BROIKO- (>-BRÜKO- 'bruc').[44]
- Salardú (Vall d'Aran). Cèltic SALARO-DÜNUM, compost del cèltic -DUNUM, castell, fortalesa, elevació'.[45]
- Salàs de Pallars (Pallars Jussà). Segons Coromines, Salàs és un dels abundants topònims de base preromana, però indoeuropea (és a dir, cèltic o sorotàptic), procedent d'un SALASSE o SALASSO, que lliga amb el nom d'un poble indoeuropeu esmentat per Titus Livi.
- Sas (Sarroca de Bellera, Pallars Jussà). També Mas del Sas (els Torms, Garrigues), el Sas (Areny de Noguera, Baixa Ribagorça)i molts d'altres. D'una base *SASSO 'nom de certs cereals', amb una translació semàntica cap a 'color gris, grisenc' i després 'terres elevades en zona de muntanya, amb conreus magres i de color grisenc'.[46]
- Segur (Segur de Calafell al Baix Penedès; Castell de Segur a Veciana, Anoia;; la Pobla de Segur,Pallars Jussà).
- Sellamana
- Talarn (Pallars Jussà). Joan Coromines[47] col·loca el topònim «Talarn» entre els topònims d'origen cèltic del Pallars. Prové del cèltic comú TALOS 'front') amb el sufix també cèltic -ARNOS, present en diversos topònims del mateix origen. TALARNOS 'el lloc del front' seria, doncs, el topònim antic, perfectament intel·ligible si s'arriba a Talarn des del sud-est i es veu el poble dalt de la cinglera que domina la vall de la Noguera Pallaresa.
- Tolzó (Pallars Sobirà). Joan Coromines relaciona Tolzó amb Toluges i altres topònims afins. Es tracta d'un TOLOSO cèltic, d'origen, per tant, indoeuropeu, amb afinitats amb diverses arrels gregues com les que donen Tolba, Tolosa, Toló i, potser, fins i tot Toledo.[48]
- Tregurà (Vilallonga de Ter, Ripollès i Queralbs, Ripollès). Segons Coromines es tracta d'un derivat adjectiu del nom de la tribu gàl·lica dels Tricorii, assentada en la part sud del Delfinat, a la zona de l'actual departament de la Isère, al sud de Grenoble, que també donà el nom a la ciutat bretona de Treger (en francès Tréguier).[49]
- Treu (Clot des Treu, Ripollès; El Treu Gros, Garrotxa; Forat del Treu, Garrotxa…). Occità antic trevar 'freqüentar, habitar'. Irlandès mitjà i bretó antric treb 'habitatge, casa'.[50]
- Verdú (municipi de l'Urgell; Font de Verdú al Baix Camp; Torre del Verdú a Anglesola, Urgell i a Lleida, Segrià; Era del Verdú a Passanant i Beltall, Conca de Barberà).